# Appenzello (rhode)
Appenzello (toponimo italiano; in tedesco Appenzell) è stato un comune svizzero del Canton Appenzello Interno. Già comune autonomo (rhode), nel 1872 è stato accorpato alle altre rhode soppresse di Lehn e Rinkenbach (in parte) per formare il nuovo distretto di Appenzello.